# Dublinkonventionen
Ej att förväxla med Dublinförordningen.
Dublinkonventionen var en internationell konvention som reglerade vilken stat som var ansvarig för att pröva en asylansökan som gjorts i en medlemsstat inom Europeiska unionen. Konventionen undertecknades den 15 juni 1990 i Dublin, Irland, och trädde i kraft den 1 september 1997 efter att ha ratificerats av alla konventionsstater i enlighet med deras respektive konstitutionella bestämmelser. Dublinkonventionen upphävdes och ersattes av Dublinförordningen den 17 mars 2003.
Konventionens främsta syfte var att fastställa kriterier för vilken medlemsstat som skulle ansvara för att pröva en asylansökan inom unionen. På så sätt skulle parallella asylprocesser undvikas. En europeisk databas för asylsökandes fingeravtryck – Eurodac – inrättades för att lättare hålla koll på asylsökandes identitet.
Konventionen var bindande som internationell rätt för konventionsstaterna. Genom Dublinförordningen införlivades bestämmelserna i unionsrätten och blev direkt tillämpliga i unionens medlemsstater.
I likhet med den efterföljande Dublinförordningen var konventionen föremål för omfattande kritik, däribland för att snedvrida fördelningen av asylsökande mellan medlemsstaterna och för att försvåra för asylsökande att få sin sak prövad.

## Historia

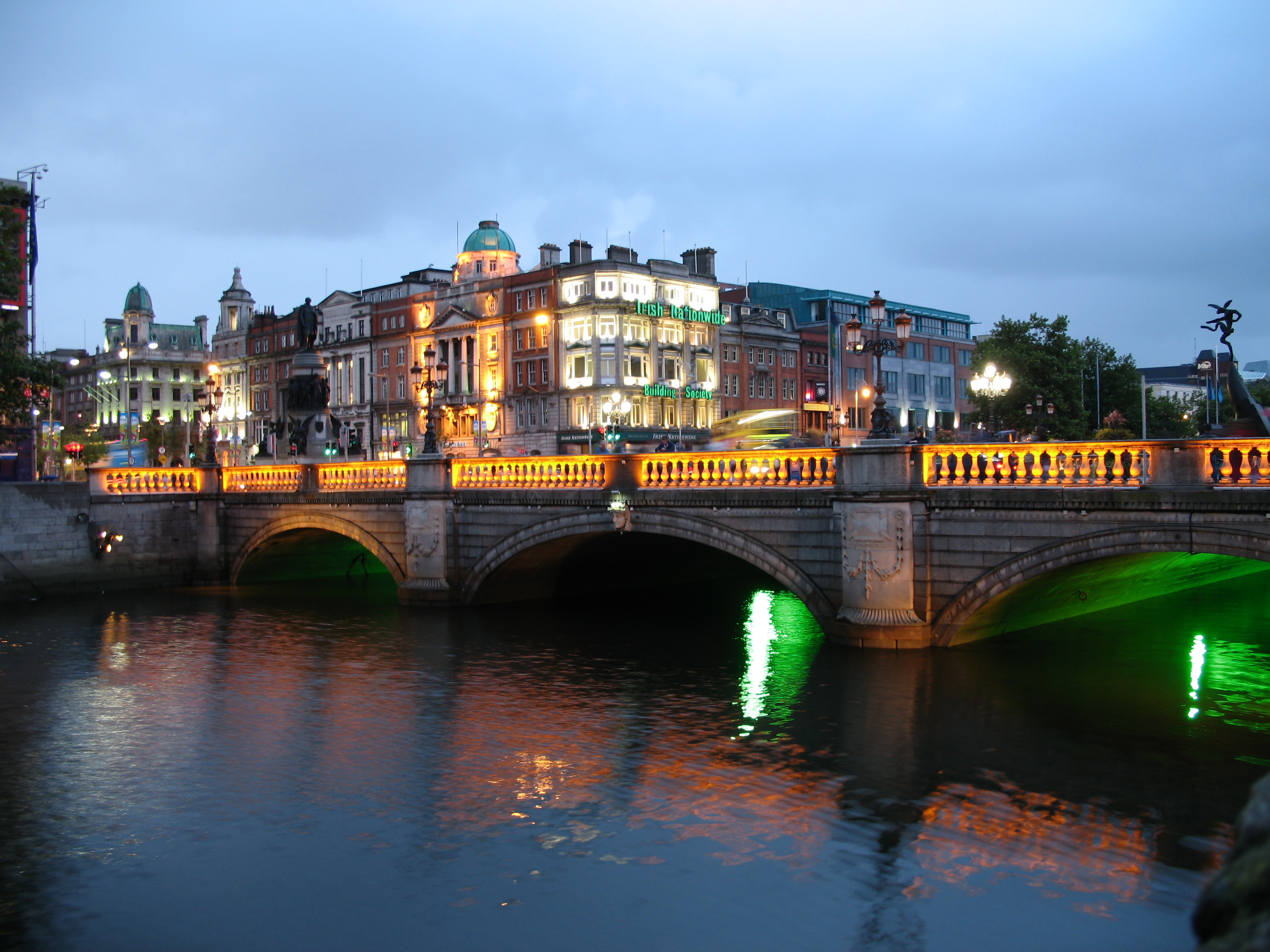
Dublinkonventionen signerades i Dublin den 15 juni 1990.

Ledarna för Europeiska gemenskapernas tolv medlemsstater signerade den 15 juni 1990 Dublinkonventionen i Dublin med målet att fördjupa samarbetet inom det asylpolitiska området. Syftet var att effektivisera asylprocessen samtidigt som processen skulle garanteras förbli humanitär. Konventionen skulle också hindra personer från att söka asyl i flera medlemsstater och på så sätt förhala asylprocessen.
Konventionen trädde i kraft den 1 september 1997 för signatärstaterna Belgien, Danmark, Frankrike, Grekland, Irland, Italien, Luxemburg, Nederländerna, Portugal, Spanien, Storbritannien och Tyskland. Den ersatte då bestämmelserna i Schengenkonventionen om asylfrågor. I samband med Europeiska unionens utvidgning 1995, då Finland, Sverige och Österrike anslöt sig till unionen, aktualiserades en utvidgning även av konventionens territoriella tillämpningsområde. Den 1 oktober 1997 anslöt sig Sverige och Österrike till konventionen, medan Finland gjorde detsamma den 1 januari 1998.
Genom Amsterdamfördraget 1999 fick unionen överstatliga befogenheter inom det asylpolitiska området, och på så sätt blev det också möjligt att anta förordningar på området. Genom Dublinförordningen, som trädde i kraft 2003, införlivades Dublinkonventionen i unionsrätten.

## Rättslig grund

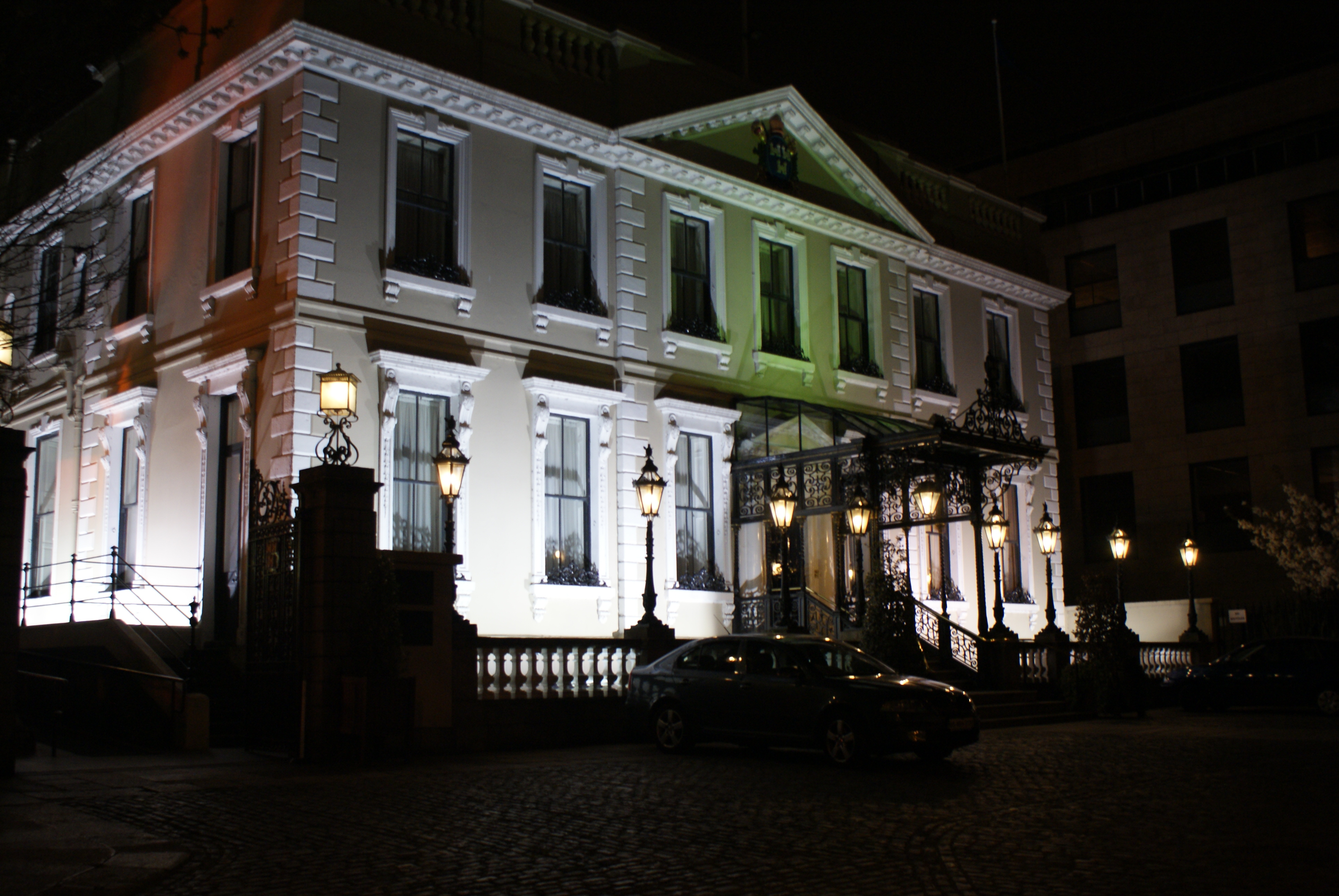
Irlands regering var depositarie.

Vid utarbetandet av Dublinkonventionen var inte det asylpolitiska området en del av gemenskapernas befogenheter. Därför tvingades medlemsstaterna att anta bestämmelserna, i form av en konvention, utanför gemenskapernas ramar. Så hade flera av medlemsstaterna i det europeiska samarbetet redan gjort för att genomföra Schengensamarbetet, som berörde gränskontroller. Båda samarbetena skulle senare bli en del av Europeiska unionen genom Amsterdamfördragets bestämmelser.
Depositarie för konventionen var Irland, eftersom konventionen signerades i landets huvudstad Dublin. Det innebar att alla ratifikationsinstrument och andra handlingar relaterade till konventionen, till exempel konventionstexterna, deponerades hos den irländska regeringen. Irland blev följaktligen också ansvarigt för att informera de andra signatärstaternas regeringar när konventionen trädde i kraft.

## Syfte och innehåll

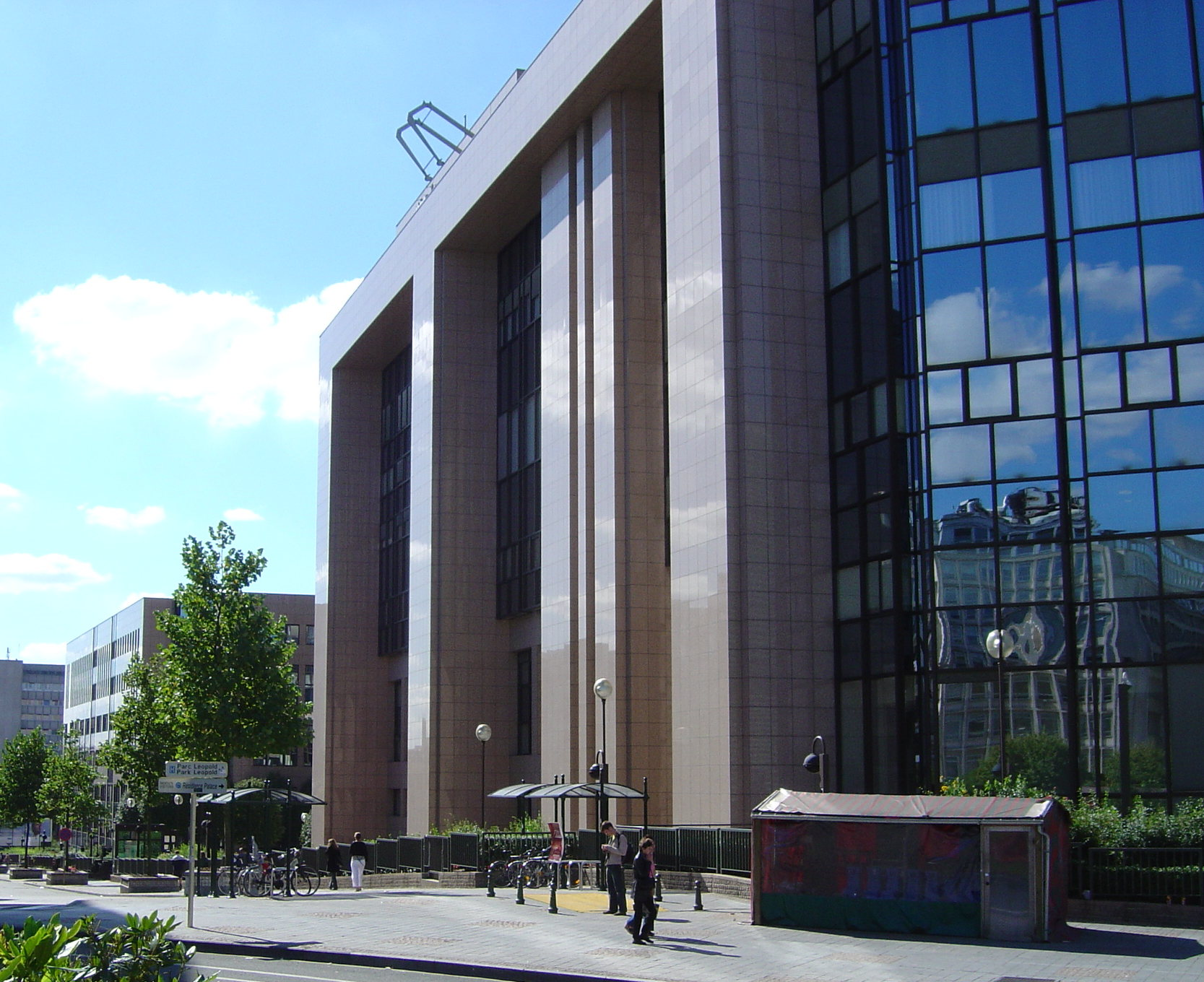
Dublinförordningen utfärdades av rådet den 18 februari 2003.

Konventionens syfte var att varje asylsökande inom konventionsstaterna skulle garanteras ett rättssäkert asylförfarande. Samtidigt skulle parallella asylprocesser förhindras; en asylsökande skulle inte kunna initiera mer än ett asylförfarande bland medlemsstaterna. För att förbättra kontrollen av vilka asylsökande som redan hade inlett eller avslutat asylförfarande med någon av medlemsstaterna inrättades Eurodac, ett europeiskt automatiserat system för jämförelser mellan asylsökandes fingeravtryck.
I konventionen ingick också ett utbyte av medarbetare mellan medlemsstaternas asylmyndigheterna. Målsättningen med dessa kontantpersoner var att ömsesidigt lära känna organisationen runt de nationella asylbehandlingarna, utnyttja möjligheterna till ömsesidigt understöd, befordra ömsesidig förståelde och underlätta samarbetet.
Konventionen utgjorde grunden för det som senare blev Europeiska unionens samarbete inom asylfrågor. Med Dublinförordningen upphävdes Dublinkonventionen och istället införlivades samarbetet i unionen.

## Territoriellt tillämpningsområde

Europeiska unionen
Kandidatländer
Potentiella kandidatländer

Dublinkonventionen trädde i kraft den 1 september 1997 för Belgien, Danmark, Frankrike, Grekland, Irland, Italien Luxemburg, Nederländerna, Portugal, Spanien, Storbritannien och Tyskland, den 1 oktober 1997 för Sverige och Österrike samt den 1 januari 1998 för Finland. Konventionen var öppen att ansluta för varje ny stat i Europeiska gemenskaperna. Sedan konventionen införlivades i unionsrätten genom Dublinförordningen är den obligatorisk att tillämpa för nya medlemsstater i unionen.
Konventionen omfattade inte de danska territorierna Färöarna och Grönland. Dessutom gällde konventionen endast Frankrikes och Nederländernas europeiska territorier. Vidare omfattades inte de områden vars utrikespolitiska angelägenheter sköttes av Storbritannien. I konventionen fanns en bestämmelse som innebar att Danmark och Storbritannien kunde meddela depositionslandet Irland om att konventionens territoriella tillämpningsområde skulle utökas till att omfatta även de undantagna specialområdena.
Dublinkonventionen utgjorde dock inte en del av unionsrätten eftersom det europeiska samarbetets befogenheter inte omfattade asylområdet innan ikraftträdandet av fördraget om Europeiska unionen. Därav anledningen till att regelverket antogs genom en konvention och inte genom en förordning eller ett direktiv. Genom Amsterdamfördraget, som trädde i kraft 1999, överfördes asylpolitiken från den mellanstatliga delen av samarbetet till den överstatliga. Det innebar att beslutsgången förenklades och samtidigt lades grunden till antagandet av Dublinförordningen.